# Utgrävningstjärnen (Älvsby socken, Norrbotten, 728602-172913)
Utgrävningstjärnen är en sjö i Älvsbyns kommun i Norrbotten och ingår i Piteälvens huvudavrinningsområde. Sjön har en area på 0,0909 kvadratkilometer och ligger 154,1 meter över havet. Utgrävningstjärnen ligger i Piteälven Natura 2000-område.

## Delavrinningsområde
Utgrävningstjärnen ingår i det delavrinningsområde (728666-172902) som SMHI kallar för Mynnar i Stavsträsket. Medelhöjden är 199 meter över havet och ytan är 1,71 kvadratkilometer. Det finns inga avrinningsområden uppströms utan avrinningsområdet är högsta punkten. Vattendraget som avvattnar avrinningsområdet har biflödesordning 3, vilket innebär att vattnet flödar genom totalt 3 vattendrag innan det når havet efter 54 kilometer. Avrinningsområdet består mestadels av skog (91 procent). Avrinningsområdet har 0,09 kvadratkilometer vattenytor vilket ger det en sjöprocent på 5,1 procent.